# Ataque a mujeres en Iquitos de 2022
El ataque a mujeres en Iquitos (Perú) ocurrió el 4 de enero de 2022 en la urbanización Riomar en el distrito de Belén, el cual dejó como víctimas a dos mujeres y al atacante, que se intentó quitar la vida.

## Resumen
El 6 de enero de 2022 ocurrió en las inmediaciones de la urbanización Riomar, un acto de violencia contra dos mujeres, una de 18 años y otra menor de edad de 16. El atacante tenía 18 años y respondía al nombre de Osmar Simón Alves, luego de que Alves realizó su cometido intento quitarse la vida al cortarse la garganta.

## Descripción de los hechos
Alves llegó a la casa de la mujer de 18 años con quien mantenía una relación amorosa conflictiva, los padres de la muchacha no se encontraban, por lo que el atacante y la chica intercambiaron palabras dentro de la vivienda de esta última. Luego de un momento de conversación y por problemas de celos de Alves, la situación se descontroló y este propino a violentarla físicamente a su entonces pareja, la menor de 16 años que era amiga de la atacada al escuchar el pleito se dirigió a intentar detener el ataque; en ese instante Alves sacó un cuchillo de cocina y amenazó con apuñalar a la menor, la chica salió de la vivienda luego de ser también atacada.
Teniendo a la otra mujer fuera del hogar, el tipo comenzó a golpear a la de 18, con golpes y patadas, al final Alves clavó el cuchillo en el abdomen de la joven mujer, al creer que le había provocado la muerte a su pareja, Alves tomó la decisión de suicidarse clavando el arma en su yugular.
La mujer de 16 pidió ayudar a los locales, por lo que intervinieron en la casa, las atacadas fueron trasladas en un auto de Serenazgo municipal del distrito al Hospital Apoyo Iquitos y Alves en uno del Cuerpo General de Bomberos Voluntarios.

## Investigación
Osmar Simón Alves se recuperó de forma rápida, por lo que fue trasladado a una comisaría PNP cerca de Riomar.